# Monika Chrząstowska
Monika Chrząstowska-Zwierzchowska (ur. 29 grudnia 1975 w Wołominie) – polska aktorka teatralna. W latach 1994–1997 adept, a w latach 1998–2000 i ponownie od 2002 roku aktorka Teatru Żydowskiego w Warszawie.

## Kariera
| Aktorka teatralna Teatr Żydowski w Warszawie - 2008: W nocy na starym rynku. Gorączka jesiennej nocy - 2007: Straszna gospoda - 2006: Tradycja - 2005: Żyć, nie umierać! - 2005: Publiczność to lubi - 2004: Śpiąca Królewna - 2003: Królewna Śnieżka - 2002: Skrzypek na dachu - 1998: ...I stał się cud Teatr Rozrywki w Chorzowie - 2006: West Side Story Sala Kongresowa PKiN w Warszawie - 2005: Zmartwychwstanie Teatr na Targówku w Warszawie - 2006: Brat naszego Boga - 2004: Sztukmistrz z Lublina | Aktorka filmowa - 2005: M jak miłość - 2005: Kryminalni – Martyna, współpracownica Siezierskiego (odc. 21) Teatr Telewizji - 1998: Dokument podróży - 1996: Błękitny zamek Użyczyła głosu - 2008: Plebania |